# Charles Doolittle Walcott
Charles Doolittle Walcott (New York Mills, New York, 1850. március 31. – Washington, 1927. február 9.) amerikai paleontológus és geológus volt, aki a gerinctelenek terén tevékenykedett. Leghíresebb felfedezése 1909-ben történt meg, amikor megtalálta a kanadai Brit Columbiában az érdekes ősmaradványokban gazdag Burgess-palát. Zoológiai szakmunkákban nevének rövidítése: „Walcott”. Botanikai szakmunkákban nevének rövidítése: „C.Walcott”.

## Fiatalkora
Walcott a New York-i New York Mills faluban született. Már kiskorában érdekelte a természet. Ásványokat, madártojásokat és fosszíliákat is elkezdett gyűjteni. Utica városban több iskolában is járt, de 18 évesen elhagyta a líceumot; így véget vetett a hivatalos oktatásának. Érdekeltsége a fosszíliák iránt megnőtt, miután kereskedelmi kövület gyűjtögetővé vált. 1872. január 9-én Walcott feleségül vette Lura Ann Rust-ot, aki annak a New York-i farmernek volt a leánya, akinek földjén igen fontos háromkaréjú ősrákokat fedezett fel. A lelőhelyet azóta Walcott-Rust quarry néven ismerik. 1876. január 23-án meghalt a felesége. Charles Doolittle Walcott érdekeltsége a kövületek iránt összehozta a Harvard Egyetem professzorával, Louis Agassizszal, aki buzdította Walcottot, hogy dolgozzon az őslénykutatás terén. Később, ugyanabban az évben, Walcott a New York állami őslénykutató, James Hall asszisztense lett. Két évvel később elvesztette ezt a munkahelyét, de hamarosan felvették az újonnan létrejött Amerikai Egyesült Államok Földtani Szolgálatában (United States Geological Survey, USGS) mint geológiai asszisztenst.

## Munkássága

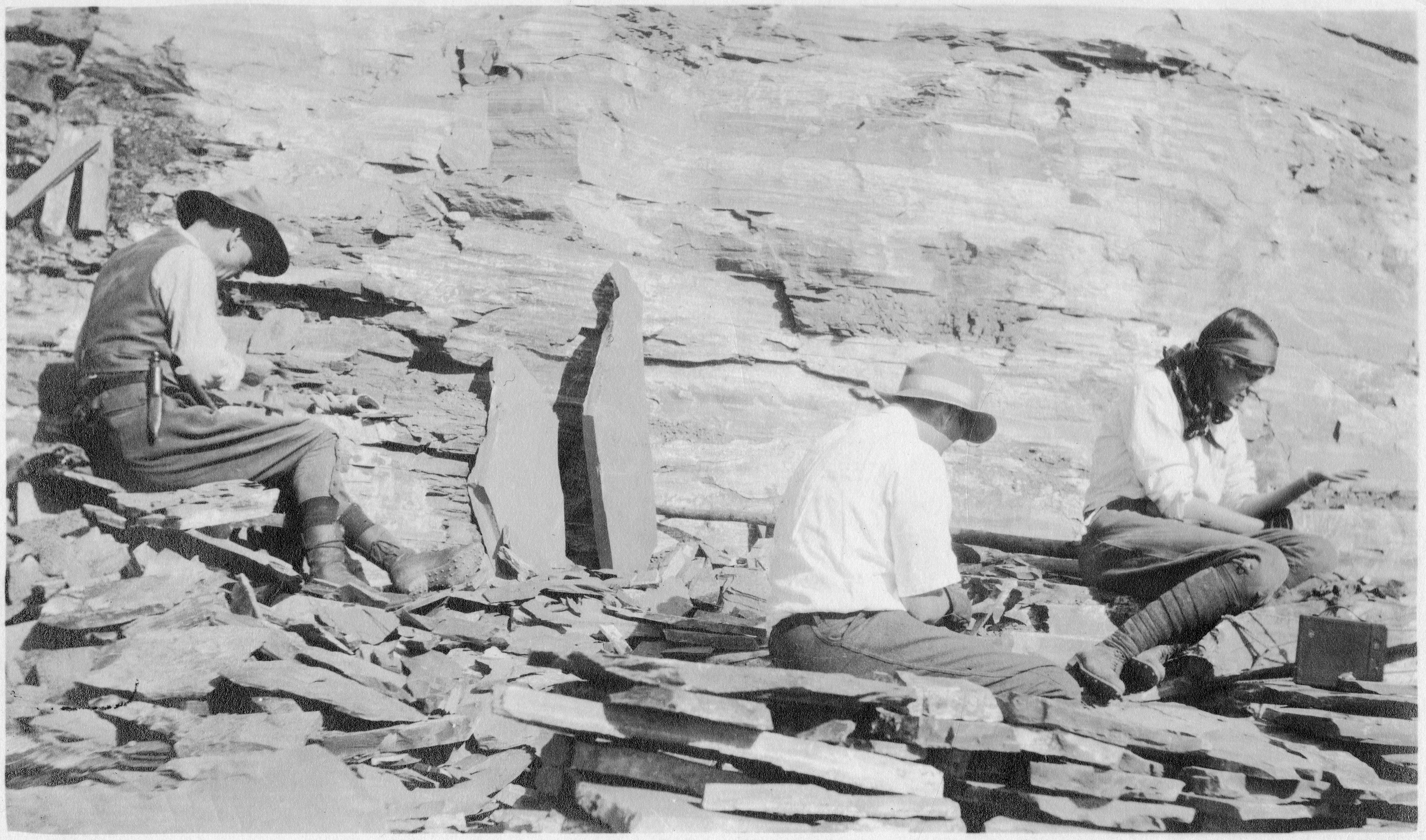
Walcott leányával Helennel és egyik fiával Sidney-vel a brit columbiai Burgess-palánál

Charles Doolittle Walcott professzionális paleontológiai munkája akkor kezdődött el, amikor új és gazdag lelőhelyeket kezdett felfedezni, köztük a New York állam északi részén levő Walcott-Rust quarry-t és a vermonti Georgia Plane-t (mindkettő trilobita lelőhely); és a felfedezett kövületek eladta a Yale Egyetemnek. 1876-ban, a New York állami James Hall paleontológus és geológus asszisztense lett. Az Amerikai Egyesület a Természettudományok Támogatására (American Association for the Advancement of Science, AAAS) tagja is lett.
1879-ben felvették az Amerikai Egyesült Államok Földtani Szolgálatába, amelynek 1894-ben igazgatójává vált. Legfőbb tevékenységét az Amerikai Egyesült Államokbeli kambriumi rétegben végezte. Számos terep munkán vett részt, és a fosszíliákat a lelőhelyen talált kőzetekkel társította, így jelentősen hozzájárult a rétegtan fejlődéséhez.
1888-ban feleségül vette Helena Breese Stevenset. 1889-1896 között négy gyermekük született: Charles Doolittle Walcott, Sydney Stevens Walcott, Helena Breese Walcott és Benjamin Stuart Walcott.
1896-ban megválasztották a National Academy of Sciences (NAS, Amerikai Tudományos Akadémia) tagjának. 1902-ben megismerte Andrew Carnegie-t, akivel létrehozta Carnegie Institution for Science nevű tudományos kutatóközpontot Washingtonban. Ebben a tudományos kutatóközpontban számos igazgatási és kutatói állást töltött be. 1921-ben a National Academy of Sciences-től megkapta az újonnan létrehozott Mary Clark Thompson Medal érdemrendet.

## Smithsonian Intézet

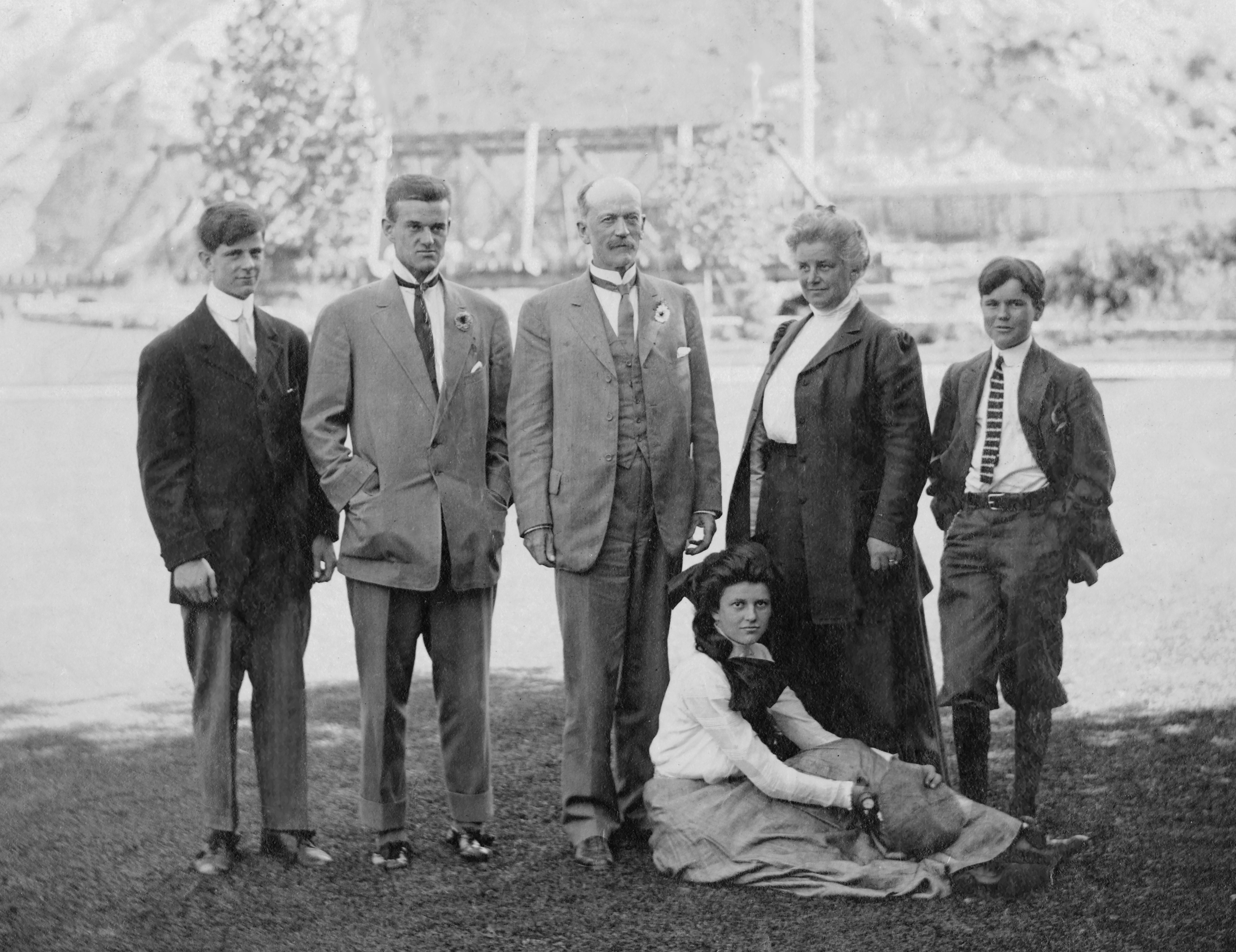
Charles Doolittle Walcott és családja az utahi Provóban, 1907 körül. Walcott több alkalomkor is elvitte családját a gyűjtőútjaira. Balról jobbra: Sidney Stevens Walcott (1892-1977), ifjú Charles Doolittle Walcott (1889-1913), idős Walcott, Helena Stevens Walcott (d. 1911), Benjamin Stuart Walcott (1895-1917); és aki ül, Helen Breese Walcott (1894-1965)

1907-ben, Samuel Pierpont Langley halála után, Walcott a Smithsonian Intézet titkára lett; ezt az állást a saját haláláig megtartotta. Őt, Charles Greeley Abbot követte ebben az állásban. Mivel a Smithsonian Intézet lefoglalta idejének nagy részét, le kellett mondjon az Amerikai Egyesült Államok Földtani Szolgálat igazgatóságáról. 1909-ben, Charles Darwin születésének századik évfordulóján, a Cambridge-i Egyetem Walcott-ot megjutalmazta a tiszteletbeli doktori címmel.
1923-ban elnöke volt az Amerikai Egyesület a Természettudományok Támogatására intézetnek. Az akkori amerikai elnök, Theodore Roosevelt tanácsadója is volt.
Charles Doolittle Walcott támogatta a kövületek megfelelő megőrzését.

## Burgess-pala
1910-ben, egy évvel a kambrium kori Burgess-pala felfedezése után, Walcott két fiával, Stuart-tal és Sidney-vel, visszatért a lelőhelyhez. Ők hárman, alaposan áttanulmányozták a rétegeket, hogy megtalálják, a kapcsolatokat köztük, illetve a kövületekben leggazdagabb sávot. 1910 és 1924 között, Walcott többször is visszatért ide. Gyűjtő útjain, több mint 65 000 példányt talált meg, azon a lelőhelyen, amely manapság, az ő tiszteletére a Walcott Quarry nevet viseli.
1911-ben Connecticutban, Helena felesége, egy vonatszerencsétlenség következtében meghalt. 1914-ben harmadszor is megházasodott, most Mary Morris Vaux-ot vette el feleségül. Mary amatőr művésznő és szenvedélyes természetrajzos volt. Ő örvendett, amikor gyűjtő útjain férjét követhette, és szerette figyelni a természetet. A kanadai utazások során szép akvarelleket készített a vadon növő virágokról.
Habár Walcott sok időd töltött a Burgess-palánál, azért kanadai Sziklás-hegység egyéb részeire is el-el látogatott. Sok tudományos kiadványában, szerepelnek az általa készített panoramikus fényképei, amelyeket a hegyek csúcsáról, vagy valamely egyéb magas pontról vett le.

## Halála és hagyatéka

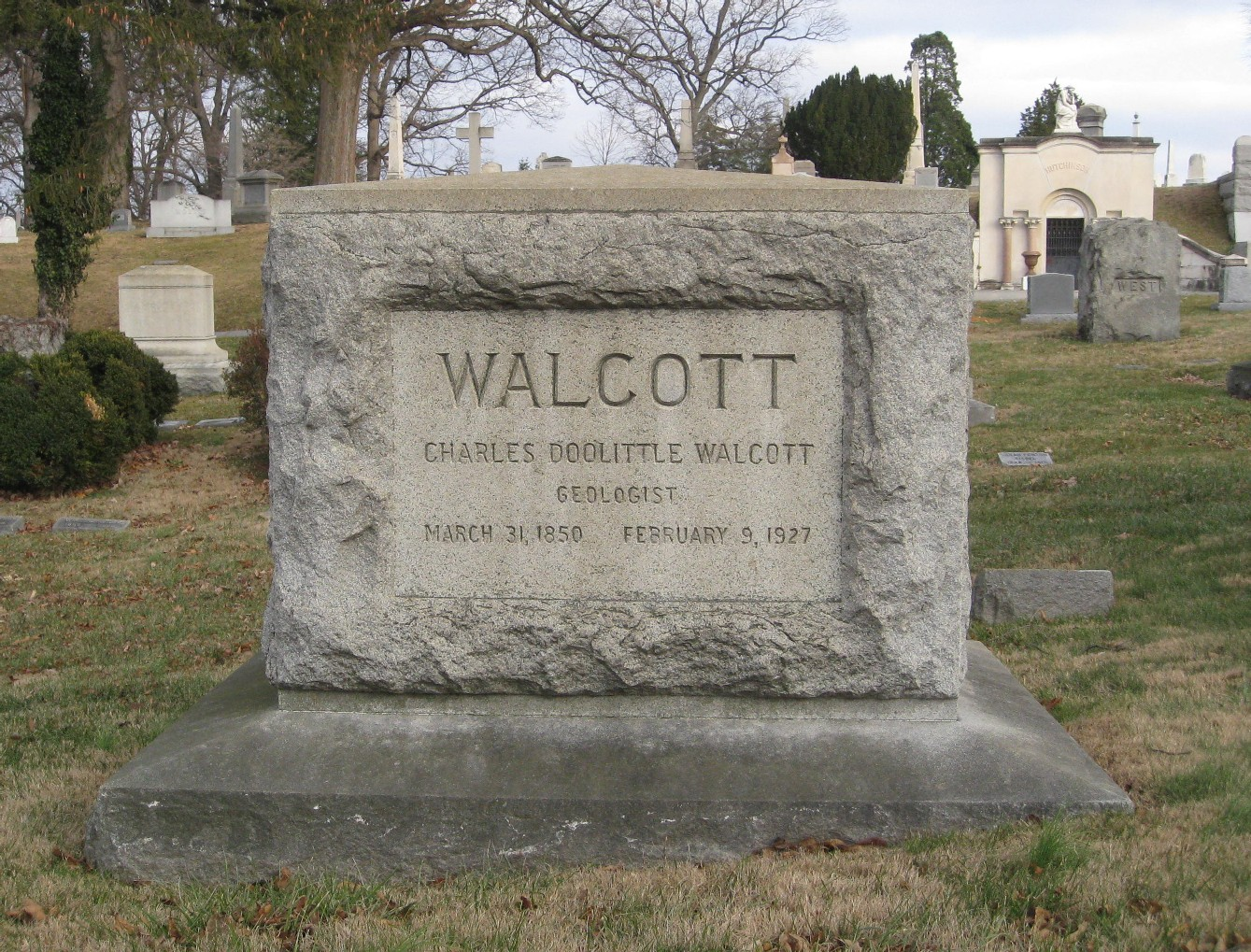
Charles Doolittle Walcott sírköve a washingtoni Rock Creek temetőben

A Washingtonban bekövetkezett halála után, Charles Doolittle Walcott mintái, fényképei és írásai feledésbe merültek, egészen az 1960-as évekig, amikor egy újfajta paleontológus nemzedék fel nem fedezte. Azóta, sok elgondolását/elképzelését átdolgozták.
Manapság Walcottról alig tudnánk valamit, ha 1989-ben nem ír róla Stephen Jay Gould „Wonderful Life” című könyvében. Könyvében Gould hangot ad annak a véleményének, hogy Walcottnak nem sikerült behatárolnia a Burgess-pala fajai közötti különbségeket, és „cipőkanállal erőltette bele” a fosszíliák nagy részét a már létező törzsekbe. A paleontológusok többségének kevésbé negatív a véleménye Walcott taxonleírásairól és a mögöttük álló elméleti perspektíváról.
Walcott munkája az ordovícium kori trilobiták terén is feledésbe merült volna, ha az 1990-es évek elején, Thomas Whiteley rochesteri amatőr őslénykutató, nem vesz elő Walcott tanulmányait, és nem nyissa meg újra a New York melletti Russiában levő Walcott-Rust quarry-t. Ezen a lelőhelyen találhatók, az egykori Laurencia kontinens legjobban megőrzött trilobita maradványai, sőt egyeseknek még a puha szöveteik is megkövesedtek.
Kanadában, a Mount Burgess északi csúcsát Walcott-nak neveztek el az ő tiszteletére. A National Academy of Sciences, minden ötödik évben, kiosztja a Charles Doolittle Walcott Medal érdemrendet, azoknak, akik nagyobb mértékben elősegítik a prekambriumi és kambriumi élet és világ megértését és ismerését.

## Charles Doolittle Walcott által alkotott és/vagy megnevezett taxonok
Az alábbi linkben megnézhető Charles Doolittle Walcott taxonjainak egy része.

## Írásai, kiadványai
- Cambrian Brachiopoda with descriptions of new genera and species, (1905) Proceedings of the United States National Museum; v. 28.
- Cambrian faunas of China, (1905) From the Proceedings of the United States national museum, vol.xxx. 106 p.
- Cambrian Geology and Paleontology, (1910) at Internet Archive
- Correlation Papers on the Cambrian, (1890) Bulletin of the United States Geological Survey; no.81. 447 p.
- The fauna of the Lower Cambrian or Olenellus zone, (1890) Extract from the 10th annual report of the director of the U. S. Geological Survey, 1888–89, pt. I. p. 516-524.
- Fossil Medusa, (1898) Monographs of the United States Geological Survey; no.30, 201 p.
- Geology of the Eureka district, Nevada, with an atlas, (1892) Monographs of the United States Geological Survey; no.20, 419 p.
- The North American continent during Cambrian time, (1892) Extract from the 12th annual report of the director of the U.S. Geological survey, 1890–91, pt. I. pp:523-568
- The Paleontology of the Eureka District, (1884) Monographs of the United States Geological Survey; no.8, 298 p.

## Fordítás
- Ez a szócikk részben vagy egészben  a   Charles Doolittle Walcott című angol Wikipédia-szócikk fordításán alapul.  Az eredeti cikk szerkesztőit annak laptörténete sorolja fel. Ez a jelzés csupán a megfogalmazás eredetét és a szerzői jogokat jelzi, nem szolgál a cikkben szereplő információk forrásmegjelöléseként.

## További irodalom
- Yochelson, Ellis L.. Walcott, Charles D. (1850-1927), Biographical Memoirs (National Academy of Sciences). New York: Columbia University Press, 471–540. o. (1967)
- Yochelson, Ellis L. (1996. January). „Charles D. Walcott”, 8–9. o. [2012. január 19-i dátummal az eredetiből archiválva]. (Hozzáférés: 2012. január 25.)
- Yochelson, Ellis L.. Charles Doolittle Walcott, Paleontologist. Kent State University Press (1998). ISBN 0-87338-599-3